# SANAE
SANAE, South African National Antarctic Expedition, är namnet för sydafrikanska forskningsstationer i Dronning Maud Land i Antarktis. 
Den första, SANAE I, bestod av den övergivna Norway Station, som Norge överlät till Sydafrika 1959. Den blev senare ersatt av SANAE  II (1971) och SANAE III (1979). Dessa baser låg på Fimbulisen, och blev efter en tid begravda av snö. Den nuvarande stationen SANAE IV (öppnad 1997) är däremot belägen vid Vesleskarvet, längre in på kontinenten.  Det är en permanent station, som kan hysa uppemot hundra personer under sommaren, och vanligen cirka tio personer på vintern. SANAE IV drivs av South African National Antarctic Programme (SANAP). 